# Infanterie (Bundeswehr)
Die Infanterie im deutschen Heer ist ein Truppengattungsverbund.

## Gliederung
Die Infanterie der Bundeswehr besteht aus folgenden infanteristisch kämpfenden Truppengattungen:
- Jäger
- Fallschirmjäger
- Gebirgsjäger

Ehemals gehörten auch weitere Truppengattungen zur Infanterie:
- Panzergrenadiertruppe (seit 1995 Teil der Panzertruppen) – bis 1995 unterschied man die Infanterie in leichte Infanterie (Jäger, Gebirgsjäger, Fallschirmjäger) und schwere Infanterie (Panzergrenadiere).
- Fernspähtruppe (nur kurzzeitig)

Außerhalb des Heeres kämpfen auch die Objektschutzkräfte der Luftwaffe und das Seebataillon der Deutschen Marine infanteristisch.

## Auftrag
Die Infanterie ist, in Abgrenzung zu den Panzertruppen (bis 2005: Gepanzerte Kampftruppen), der nicht gepanzerte und teilweise mit geschützten Fahrzeugen motorisierte Teil der Kampftruppen.
Die Infanterie führt die Gefechtsarten Verteidigung und Angriff im für sie günstigen Gelände und ist besonders zum Kampf unter ungünstigen Bedingungen bei "schlechtem" Wetter, zum Orts- und Häuserkampf im urbanen Gelände sowie zum Kampf in Wäldern und im (Hoch-)Gebirge befähigt.
Die Infanterie kann von mechanisierten Kräften wie Panzern und Panzergrenadieren unterstützt werden.
Aufgrund ihrer hohen Beweglichkeit über lange Strecken durch Luftverlegbarkeit stellt die Infanterie der Bundeswehr oftmals die „Kräfte der ersten Stunde“ als Eingreifkräfte sowie den Kern der Stabilisierungskräfte für Einsätze bei kleinen und mittleren Operationen im Rahmen eines internationalen Krisenmanagements bereit. Die Infanterie stellt die Kräfte erster Wahl für den Kampf gegen irreguläre Kräfte.
Infanteristische Sicherungskräfte führen im rückwärtigen eigenen Operationsraum den Objektschutz durch.

## Ausbildung
Zuständig für die Ausbildung dieses Truppengattungsverbundes ist die Infanterieschule unter dem General der Infanterie, gleichzeitig Kommandeur der Infanterieschule in Hammelburg. Für die Weiterentwicklung der Truppengattung ist seit Juni 2013 das Amt für Heeresentwicklung zuständig. Weitere unterstellte Ausbildungseinrichtungen sind die Luftlande- und Lufttransportschule und die Gebirgs- und Winterkampfschule.

## Sonstiges
Die Waffenfarbe der Infanterie ist grün.
Soldaten der Infanterie werden in der Luftwaffe und Marine als Objektschutz- bzw. Sicherungstruppe geführt. Diese werden ebenfalls in einigen Ausbildungsbereichen an der Infanterieschule in Hammelburg unterrichtet.
Aktive und aufgelöste Verbände sind in der Liste der Jägerverbände der Bundeswehr aufgeführt.
Ein besonderes Ausstattungsmerkmal der Infanterie als Truppengattungsverbund ist, dass alle Soldaten der Infanterie mit einem Marschkompass ausgestattet sind, um sich jederzeit selbständig auf dem Gefechtsfeld orientieren zu können. Im Gegensatz dazu sind bei den Panzergrenadieren oder der Panzertruppe nur die Truppführer oder Fahrzeugkommandanten mit einem Kompass ausgestattet.